# Сепеда, Фредерик
Фредерик Сепеда Крус (исп. Frederich Cepeda Cruz; род. 8 апреля 1980, Санкти-Спиритус, Куба) — кубинский бейсболист, аутфилдер клуба японской бейсбольной лиги «Ёмиури Джайентс», чемпион летних Олимпийских игр 2004 года и серебряный призёр Игр 2008 года.

## Спортивная биография

### Клубная карьера
Заниматься бейсболом Сепеда начал в родном городе Санкти-Спиритус. В 17 лет он дебютировал в кубинской национальной серии. По итогам сезона 1999/2000 Сепеда впервые оказался в числе 100 лучших отбивающих, заняв 64-е место с результатом .275. По итогам этого сезона 2000 года Фредерик стал лидером по числу уоков (86). В сезоне 2001 Санкти-Спиритус сначала уверенно выиграли свой дивизион, а затем дошли и до финала плей-офф, где в семи матчах уступили «Сабуэсос де Ольгин». Сепеда с показателем .378 стал 6-м в лиге по проценту отбиваний. В 2010 году Сепеда показал свой лучший результат по проценту отбиваний (.397), став третьим в лиге по этом показателю. Отыграв в составе «Санкти-Спиритус» 16,5 сезонов Фредерик сначала на полгода перешёл в «Касадорес де Артемиса», а с 2014 года стал играть в японской бейсбольной лиге за клуб «Ёмиури Джайентс», получив там зарплату в $1,5 млн. за сезон. Сепеда стал лишь вторым за последние 10 лет кубинским игроком в японской лиги. Первым стал Омар Линарес, проведший три сезона в «Тюнити Дрэгонс».

### Сборная
За национальную сборную Кубы Сепеда дебютировал в 2002 году на Межконтинентальном кубке в Гаване, который кубинцы уверенно и выиграли. Затем последовали победы на Панамериканских играх в Санто-Доминго и чемпионате мира всё в той же Гаване. В 2004 году Фредерик дебютировал на летних Олимпийских играх в Афинах. За время олимпийского турнира кубинца потерпели лишь одно поражение в девяти играх, уступив на групповом этапе сборной Японии. Такой результат позволил кубинцам завоевать своё третье олимпийское золото, а Сепеда, сыгравший во всех играх на позиции левого аутфилдера впервые стал олимпийским чемпионом. Победная серия Сепеды продолжилась и после окончания Олимпийских игр. Сборная Кубы с Фредериком в составе стала победителем чемпионата мира, Межконтинентального кубка, Игр Центральной Америки и Карибского бассейна, а также Панамериканских игр в Рио-де-Жанейро.
На летних Олимпийских играх 2008 года в Пекине кубинская сборная была очень близка к победе. На групповом этапе кубинцы потерпели одно поражение от Южной Кореи и со второго места пробились в полуфинал. В 1/2 финала сборная Кубы уверенно одолела американскую сборную 10:2 и пробилась в решающий раунд. Финал получился равным и судьбу матча решила минимальная победа корейцев в первом иннинге. В дальнейшем Сепеда ещё дважды стал серебряным призёром чемпионатов мира, дважды бронзовым призёром Панамериканских игр, а также победителем Игр Центральной Америки и Карибского бассейна 2014 года.
Трижды Сепеда принимал участие в мировой бейсбольной классике. В 2006 году кубинцы дошли до финала, где уступили сборной Японии. В 2009 году кубинцы заняли 6-е место, а сам Сепеда по итогам турнира вошёл в символическую сборную лучших игроков чемпионата. В 2013 году кубинцы вновь не смогли пробиться в полуфинал, остановившись на итоговой 5-й позиции.